# Hochschwab
Hochschwab – szczyt w Grupie Hochschwab, części Północnych Alp Wapiennych. Leży w Austrii, w kraju związkowym Styria. Jest to najwyższy szczyt Grupy Hochschwab. Szczyt można zdobyć ze schroniska Voisthaler Hütte.